# لانغدون (نيوهامشير)
لانغدون (بالإنجليزية: Langdon, New Hampshire)‏ هي منطقة سكنية تقع في الولايات المتحدة في Sullivan County. يقدر عدد سكانها بـ 688 نسمة ومساحتها 42.3 كم2 وترتفع عن سطح البحر 206 متر.